# Oktober 2000
Dit artikel geeft een chronologisch overzicht van alle belangrijke gebeurtenissen per dag in de maand oktober van het jaar 2000.

## Gebeurtenissen

### 1 oktober
- In Nederland wordt het bordeelverbod opgeheven. Prostitutie was sinds de invoering van de Code Pénal in 1811 al niet meer strafbaar.

### 5 oktober
- Massa-demonstraties in Belgrado leiden tot het aftreden van de dictator Slobodan Milošević.

### 6 oktober
- Eerste aflevering van de Amerikaanse actieserie CSI: Crime Scene Investigation. Deze serie wordt vanaf die dag vertoond op RTL 4.

### 7 oktober
- Vojislav Koštunica legt in Joegoslavië de eed af als president.
- Het Nederlands voetbalelftal wint de tweede wedstrijd in de kwalificatiereeks voor het WK voetbal 2002. In Strovolos wordt Cyprus met 4-0 verslagen, onder meer door twee treffers van Clarence Seedorf. Bij Oranje maakt Mark van Bommel (PSV) zijn debuut.

### 8 oktober
- In België zijn er gemeente-, districts- en provincieraadsverkiezingen.
- Slobodan Milošević draagt de macht over aan Vojislav Koštunica.

### 10 oktober
- Nederlands crimineel Sam Klepper komt op 40-jarige leeftijd om het leven. Hij wordt vermoord bij het winkelcentrum Groot-Gelderlandplein in Amsterdam-Buitenveldert. Hij was drugshandelaar en speelautomatenexploitant.
- Oman wordt opgenomen tot de Wereldhandelsorganisatie (WTO).

### 11 oktober
- Oprichting van de rooms-katholieke Missio sui juris Bakoe in Azerbeidzjan.
- Het Nederlands elftal verliest de derde wedstrijd in de kwalificatiereeks voor het WK voetbal 2002. In De Kuip wordt met 2-0 verloren van Portugal, dat scoort via Sérgio Conceição en Pedro Pauleta. Bij Oranje maken Mario Melchiot (Chelsea) en Jan Vennegoor of Hesselink (FC Twente) hun debuut.

### 12 oktober
- Een zelfmoordaanslag op de Amerikaanse torpedojager USS Cole in de haven van Aden, Jemen kost 10 doden; Osama bin Laden zou erachter zitten.

### 13 oktober
- In Zuidlaren (Nederland) wordt een monument onthuld ter gelegenheid van de 800e Zuidlaardermarkt.

### 22 oktober
- Presidentsverkiezingen in de Ivoorkust.
- De Japanse krant Mainichi Shinbun onthuld fraude van de Japanse amateurarcheoloog Shinichi Fujimura.

### 25 oktober
- De Nederlandse politicus Ruud Lubbers wordt VN-Hoge Commissaris voor de vluchtelingen.

### 26 oktober
- Laurent Gbagbo wordt als president gekozen in de Ivoorkust.
- De euro bereikt met een wisselkoers van 0,8225 dollar zijn dieptepunten tegenover de Amerikaanse dollar.

### 27 oktober
- De Sony PlayStation 2 wordt in Noord-Amerika uitgebracht.

### 29 oktober
- Askar Akajew wordt in Kirgizië opnieuw tot president verkozen.

### 31 oktober
- Communiqué van de Pauselijke Academie voor het Leven inzake de morning-afterpil.
- De eerste bemanning voor het internationale ruimtestation ISS wordt met een Sojoez gelanceerd vanaf Bajkonoer. Yoeri Gidzenko, Sergei Krikaljov en William Shepherd zullen zich vooral bezighouden met de afbouw van het station, dat in 2005 klaar moet zijn. Ze zullen na vier maanden (in februari 2001) worden afgelost. Ze komen op 2 november 2000 in ISS aan.
- Een Antonov An-26 vliegtuig van Angola Airlines stort neer in de Angolese stad Saurimo. Rebellen van het UNITA-bevrijdingsfront claimen een aanslag. Alle 48 inzittenden sterven.
- Een Boeing 747 van Singapore Airlines crasht op het vliegveld van Taiwan; 83 van de 179 inzittenden komen om het leven.

## Overleden
← · januari · februari · maart · april · mei · juni · juli · augustus · september · oktober · november · december ·  →